# منقذ السقار
مُنْقِذُ بْنُ مَحْمُودٍ السَّقَّارُ (1967-) داعية إسلامي سوري وباحث ودكتور في مجال مقارنة الأديان، وله مؤلفات كثيرة وكتب عديدة منها: «هل بشر الكتاب المقدس بمحمد؟» و«هل العهد القديم كلمة الله؟» و«تنزيه القران الكريم عن دعاوى المبطلين» وحاصلٌ على درجة الدكتوراه في الكتب والعقائد النصرانية. وهو خريج كلية أصول الدين، جامعة أم القرى، وفيها أتم دراسته للبكالوريوس ثم الماجستير ثم الدكتوراه.
ويمارس الخطابة في جامع ابن خليفة في مكة المكرمة منذ 1990م. وله مشاركات في عدد من المنتديات المتخصصة في محاورة النصارى ومناظرتهم.

## مؤلفاته
للدكتور منقذ مجموعة من الكتب باللغة العربية ومترجمة إلى الإنجليزية والفرنسية، هي:
بالعربية:
| مؤلفاته بالعربية                                 |
| ------------------------------------------------ |
| الدين المعاملة (صفحات من هدي الأسوة الحسنة ﷺ)    |
| تنزيه القرآن الكريم عن دعاوى المبطلين            |
| تعرف على الإسلام                                 |
| الاستعمار في العصر الحديث ودوافعه الدينية        |
| التعايش مع غير المسلمين في المجتمع المسلم        |
| دلائل النبوة                                     |
| الحوار مع أتباع الأديان (مشروعيته وآدابه)        |
| التكفير وضوابطه                                  |
| الجزية في الإسلام                                |
| الله جل جلاله واحــد أم ثلاثــة؟                 |
| هل بشر الكتاب المقدس بمحمد ﷺ؟                    |
| هل افتـدانا المسيح على الصليب؟                   |
| هل العهد الجديد كلمة الله؟                       |
| هل العهد القديم كلمة الله؟                       |
| سلسلة كتيبات بعنوان (مناظرة مع قسيس)             |
| سلسلة حوار مع صديقي جرجس (3 أجزاء)               |
| سلسلة مناظرات فيينا مع القس رأفت مشرقي (4 أجزاء) |
| الدعوة والداعية (رؤية معاصرة)                    |
| لهذا أسلموا                                      |

بالإنجليزية:
| مؤلفاته بالإنجليزية                    |
| -------------------------------------- |
| IS THE NEW TESTAMENT GOD’S WORD        |
| ?WAS JESUS CRUCIFIED FOR OUR ATONEMENT |
| Become acquainted with Islam           |
| The Promised Prophet of the Bible      |
| ?IS ALLAH (S.W) ONE OR THREE           |
| The Reverters to Islam                 |

بالفرنسية:
| مؤلفاته بالفرنسية                                          |
| ---------------------------------------------------------- |
| ? L'Ancien Testament est-il la Parole de Dieu              |
| Découvrez l'Islam                                          |
| ? La Bible a-t-elle annoncé la venue de Mohammed (B.S.D.L) |
| Islam au delà de édition                                   |
| Exemption du Coran des mensonges des calomniateurs         |
| ? Dieu est-Il Un ou trois                                  |

## أهم المؤتمرات والندوات الدولية
- المشاركة في الملتقى العالمي لعلماء المسلمين المنعقد في مكة المكرمة في ربيع الأول 1427 هـ
- المشاركة في الندوة الدولية حول الحضارات والثقافات الإنسانية المنعقدة في تونس في محرم 1427 هـ
- المشاركة في ورشة العمل التحضيرية لمؤتمر القمة الإسلامي المسيحي في داكار المنعقدة في شهر صفر 1426 هـ
- المشاركة في مؤتمر «الإسلام في أمريكا اللاتينية، حضارة وثقافة» المنعقد في بوينس أيرس في شوال 1427 هـ
- المشاركة في مؤتمر «نصرة نبي الأمة» المنعقد في مكة المكرمة في ذي الحجة 1427 هـ
- المشاركة في المؤتمر الدولي للحوار الإسلامي المسيحي المنعقد في الخرطوم في جمادى الآخرة 1428 هـ
- المشاركة في المؤتمر الإسلامي العالمي للحوار المنعقد في مكة المكرمة في جمادى الثانية 1429 هـ
- المشاركة في المؤتمر العالمي للحوار المنعقد في مدريد في رجب 1429 هـ
- المشاركة في مؤتمر زعماء الأديان العالمية والتقليدية الثالث المنعقد في أستانا في شعبان 1430 هـ
- المشاركة في مؤتمر «مبادرة خادم الحرمين الشريفين وأثرها في إشاعة القيم الإنسانية» المنعقد في جنيف في شوال 1430 هـ

## البرامج التلفزيونية والاذاعية
- إعداد وتقديم البرنامج الإذاعي «دلائل النبوة» [44 حلقة] في الدورة الإذاعية لإذاعة نداء الإسلام في عام 1426 هـ
- إعداد وتقديم البرنامج الإذاعي «الأسوة الحسنة» [90 حلقة] في الدورة الإذاعية لإذاعة نداء الإسلام في عامي 1427 - 1428 هـ
- إعداد وتقديم البرنامج الإذاعي «لهذاأسلمو» [38 حلقة] في الدورة الإذاعية لإذاعة نداء الإسلام في عام1433هـ
- إعداد وتقديم برنامج «شبهات حول القرآن» [50 حلقة] في قناة الفجر الفضائية
- إعداد وتقديم برنامج «ليس من كلام الله» [60 حلقة] في قناة طيبة الفضائية
- إعداد وتقديم برنامج «النبي المنتظر» [15 حلقة] في قناة الراية الفضائية
- إعداد وتقديم برنامج «وما قتلوه وما صلبوه» [17 حلقة] في قناة الأمة الفضائية
- إعداد وتقديم برنامج «براهين النبوة» [30 حلقة] في قناة دليل الفضائية